# Розеліт
Розеліт — рідкісний мінерал, арсенат з хімічною формулою: Ca2(Co,Mg)[AsO4]2·H2O Вперше його було описано в 1825 році у копальнях Раппольда в Шнеєберзі, Саксонія, Німеччина, і названо Армандом Леві на честь німецького мінералога Ґустава Розе. Його прояви спостерігаються у кобальтоносних гідротермальних середовищах; асоціюється з жилами кварцу та халцедону в типовій місцевості. Про знахідки розеліту також повідомляється з Італії, Марокко, Чилі, Британської Колумбії та кількох місць у Німеччині.
Плеохроїзм розеліту залежить від хімічного складу з більш темно-рожевими різновидами з вищим вмістом кобальту та світло-рожевими різновидами з вищим вмістом кальцію та магнію (Palache et al., 1960). Це породжує дві різні схеми плеохроїзму, одну для темно-рожевого, іншу для світло-рожевого. Темно-рожеві різновиди мають X: темно-рожевий, Y: блідо-рожевий, Z: блідіший рожевий. Світло-рожеві різновиди мають X: блідо-рожевий, Y: блідіший рожевий, Z: найблідіший рожевий.